# John Cadmus
John Cadmus (eigentlich John Kadmous) (* 26. August 1985 in Lagos) ist ein ehemaliger deutsch-russischer Basketballspieler nigerianischer Abstammung.

## Laufbahn
Cadmus, dessen Nachname ursprünglich Kadmous geschrieben wurde, dieser von den russischen Behörden aber falsch eingetragen wurde, wurde im nigerianischen Lagos geboren. 2004 wechselte er vom Oberligaverein TV 1861 Hersbruck zum Zweitligisten Falke Nürnberg. Der defensivstarke, 1,83 Meter große Aufbauspieler gewann in der Saison 2004/05 mit Nürnberg unter Trainer Stephan Harlander den Meistertitel in der Südstaffel der 2. Basketball-Bundesliga. Er ging jedoch nicht mit den Falken in die Basketball-Bundesliga, sondern spielte 2005/06 für den Regionalligisten TS Herzogenaurach und ab 2006 für den TSV Crailsheim Merlins. 2009 stieg er mit Crailsheim als Meister der 2. Bundesliga ProB in die 2. Bundesliga ProA auf, wo er die Hohenloher im Spieljahr 2009/10 ebenfalls verstärkte und in 20 Einsätzen im Schnitt 7,5 Punkte erzielte. 2009 hatte er die deutsche Staatsbürgerschaft angenommen.
In der Saison 2010/11 lief er für die Oettinger Rockets Gotha in der 2. Bundesliga ProB auf, 2011 wechselte er zum ProB-Aufsteiger BG Dorsten, für den er bis 2013 spielte. Aufgrund von Knieproblemen musste er kürzertreten.